# Manoir de Sutton Courtenay
Le manoir de Sutton Courtenay (Manor House, Sutton Courtenay) est un manoir situé en Angleterre à  Sutton Courtenay dans l'Oxfordshire. Il s'agit d'un monument protégé de l'Oxfordshire qui se trouve au sud-ouest du village, non loin de l'ancienne abbaye de Sutton Courtenay, d'époque médiévale.

## Histoire et description
L'aile sud de l'édifice est du XIIIe siècle avec une extension du XVe siècle vers l'est et une aile Nord de 1670 environ. Cela fait un plan en U autour d'une cour faisant face à un jardin qui mène à la Tamise. L'aile Est principale présente cinq gables et une charpente à courbes. À l'intérieur il y a une cheminée avec un arc de pierre du XVIe siècle dans la salle à manger. Un escalier en angle droit de la fin du XVIIe siècle relie le rez de chaussée au grenier. L'aile Sud comprend une cave voûtée en berceau, une grande salle d'entrée avec une galerie aux boiseries du XVe siècle.
L'édifice est appelé Brunces Court (ou Brunts Court), car ayant appartenu à John Brouns et sa famille au moins au milieu du XIVe siècle. Son arrière-petit-fils Richard Brunse le lègue à sa fille Agnes, épouse de William Hulse. Leur petit-fils Thomas Hulse meurt en 1613 « seised of a mansion or capital messuage and lands ». Hulse laisse son domaine à ses filles, dont Mary Hulse qui épouse Edmund Wollascot. Les Wollascots demeurent à Brunts Court pendant le XVIIe siècle. Thomas Wollascot y habite jusqu'en 1664. William Wollascot possède des terres ici jusqu'en 1717.
En 1886, le manoir est acquis par James Lloyd-Lindsay, premier baron Wantage, qui le lègue à son petit-fils, le 25e comte de Crawford, le colonel Harry Lindsay, et son épouse en 1895. Lindsay et son épouse Norah y reçoivent de jeunes intellectuels et toute une société élégante. Le manoir est racheté en 1945 par le patron de presse David Astor (en) qui y habite jusqu'à sa mort en 2001. Ce manoir fait partie des monuments protégés de l'Oxfordshire.